# 楊曜愷
楊曜愷（英語：Ray Yeung），男，香港電影導演、编剧。

## 生平
楊曜愷在香港长大。13 岁时，他被送到伦敦郊外的一所英国寄宿学校。在进入娱乐圈之前，他是一名律师。他于2013年毕业于哥伦比亚大学艺术学院。
1998年，楊曜愷執導個人首部短片《黃熱病》。
2006年，楊曜愷執導個人首部電影《我愛斷背衫》。
2011年，楊曜愷擔任劇情短片《德里克和盧卡斯》的導演和編劇。
2012年，楊曜愷執導由Grant Chang主演的劇情短片《糾纏》。
2015年，楊曜愷自編自導由杰克·崔、陳清仁合作主演的劇情電影《封面有男天》。
2019年，楊曜愷自編自導由太保、袁富華共同主演的劇情電影《叔·叔》，該片改編自江紹祺的書籍《男男正傳》，講述了兩位深藏櫃中多年的同志老人在遇見彼此後，在愛情與責任之間徘徊的故事，獲得第26屆香港電影評論學會大獎最佳電影獎，他憑藉該片入圍第56屆金馬獎最佳原著劇本獎、第26屆香港電影評論學會大獎最佳導演獎、第39屆香港電影金像獎最佳導演獎。
2024年，楊曜愷憑電影《從今以後》獲得第74屆柏林影展泰迪熊獎最佳劇情片。

## 獎項與提名
| 年度 | 典禮                       | 獎項                | 作品     | 結果   |
| ---- | -------------------------- | ------------------- | -------- | ------ |
| 2019 | 第56屆金馬獎               | 最佳原著劇本        | 叔·叔    | 提名   |
| 2020 | 第26屆香港電影評論學會大獎 | 最佳導演            | 叔·叔    | 提名   |
| 2020 | 第26屆香港電影評論學會大獎 | 最佳編劇            | 叔·叔    | 提名   |
| 2020 | 香港電影編劇家協會大奬     | 年度推薦劇本        | 叔·叔    | 獲獎   |
| 2020 | 第39屆香港電影金像獎       | 最佳導演            | 叔·叔    | 提名   |
| 2020 | 第39屆香港電影金像獎       | 最佳編劇            | 叔·叔    | 提名   |
| 2024 | 第74屆柏林影展             | 觀眾票選獎－劇情片  | 從今以後 | 第三位 |
| 2024 | 第74屆柏林影展             | 泰迪熊獎—最佳劇情片 | 從今以後 | 獲獎   |
| 2024 | 第61屆金馬獎               | 最佳導演            | 從今以後 | 提名   |
| 2025 | 第31屆香港電影評論學會大獎 | 最佳導演            | 從今以後 | 提名   |
| 2025 | 第31屆香港電影評論學會大獎 | 最佳編劇            | 從今以後 | 提名   |
| 2025 | 第43屆香港電影金像獎       | 最佳導演            | 從今以後 | 提名   |
| 2025 | 第43屆香港電影金像獎       | 最佳編劇            | 從今以後 | 提名   |

## 外部連結
- 楊曜愷在互联网电影资料库（IMDb）上的資料（英文）
- 楊曜愷在香港影庫上的簡介